# アルベール・ゴードリー
ジャン・アルベール・ゴードリー（Jean Albert Gaudry、1827年9月16日 - 1908年11月27日）は、フランスの地質学者、古生物学者、地球科学者である。

## 生涯と初期の業績
ゴードリーは1827年9月16日、サン＝ジェルマン＝アン＝レーに生まれた。古典学を修めた後、パリ自然史博物館の地質学部門に勤務する。
彼はキプロス島の学術調査に参加し、同島の地質図を作成した。キプロスからの帰途、ギリシャのアッティカ半島で出土した化石を調査する機会を得る。その後、同地のピケルミ（Pikermi）で発掘された豊富な哺乳動物の化石群の研究に着手し、動物の進化に関する多くの研究成果を発表した。

## 主要な貢献と栄誉
1872年、ゴードリーはパリ自然史博物館の地質学部門長職をアルシド・ドルビニから継承した。1884年には、その功績が認められ、ロンドン地質学会からウォラストン・メダルを受賞している。
同年、彼はパリ植物園内に比較解剖・古生物学陳列館（Galerie de paléontologie et d’anatomie comparée）を設立した。1900年には、パリで開催された国際地質学会議の開催を主導し、地質学分野の国際的な発展に貢献した。

## ゴードリー賞
ゴードリーの遺志に基づき、1910年にフランス地質学会はゴードリー賞（Prix Gaudry）を創設した。この賞は、地質学者および古生物学者に授与される権威ある賞である。

## 著書
- Animaux fossiles et géologie de l'Attique (2 volumes, 1862-1867)
- Cours de paléontologie (1873)
- Animaux fossiles de Mont Leboron (1873)
- Les Enchaînements du monde animal dans les termes géologiques (3 volumes : Mammifères Tertiaires, 1878 ; Fossiles primaires, 1883 ; Fossiles secondaires, 1890)
- Essai de paléontologie philosophique (1896)
- Un bref mémoire avec portrait paru dans le Geological Magazine, 1903, p. 49.